# Macroprotodon abubakeri
Espèce
Statut de conservation UICN

 DD  : Données insuffisantes
Macroprotodon abubakeri est une espèce de serpent de la famille des Colubridae.

## Répartition
Cette espèce se rencontre dans le nord-est du Maroc et dans le nord-ouest de l'Algérie.            

## Publication originale
- Wade, 2001 : Review of the False Smooth Snake Genus Macroprotodon (Serpentes, Colubridae) in Algeria with a Description of a New Species. Bulletin of Natural History Museum Zoology, vol. 67, n. 1, p. 85-107.